# Ali Canbay
Ali Canbay (* 30. November 1969 in Malatya) ist ein deutscher Arzt für Innere Medizin und Gastroenterologie. Als Lehrstuhlinhaber an der Ruhr-Universität Bochum behandelt und forscht er auf dem Gebiet der Gastroenterologie und Hepatologie.

## Leben und beruflicher Werdegang
Canbay studierte von 1991 bis 1997 Humanmedizin an der Semmelweis-Universität in Budapest und an der Ruhr-Universität Bochum.
Nach Abschluss des Studiums war er von 1998 bis 2016 am Universitätsklinikum Essen tätig, wo er seine fachärztlichen Ausbildungen in der Klinik für Gastroenterologie und Hepatologie 2006 abschloss. Von 2001 bis 2003 war Canbay DAAD-Stipendiat in der Abteilung Gastroenterologie und Hepatologie an der Mayo-Klinik in Rochester (Minnesota, USA) und wurde 2004 zum besten Nachwuchswissenschaftler der Mayo-Klinik gewählt sowie mit dem Edward-Kendall-Award ausgezeichnet.
Die venia legendi für das Fach „Innere Medizin“ wurde ihm 2007 an der Universität Duisburg-Essen verliehen, der sich 2010 die Ernennung zum außerplanmäßigen Professor anschloss.
Canbay wurde 2016 als Professor für Gastroenterologie, Hepatologie und Infektiologie an die Otto-von-Guericke-Universität Magdeburg berufen und leitete dort als Direktor die Klinik für Gastroenterologie, Hepatologie und Infektiologie. 2019 folgte er einem Ruf der Ruhr-Universität Bochum an den Lehrstuhl für Gastroenterologie und Hepatologie und ist seitdem Direktor der Medizinischen Klinik am Knappschaft Kliniken Universitätsklinikum  Bochum.
2023 wurde Canbay zum Visiting Professor an der Saint Louis University (Missouri, USA) berufen.

## Forschungsschwerpunkte
Canbays wissenschaftliche Arbeit umfasst die klinische, translationale und Grundlagenforschung auf dem gesamten Gebiet der Hepatologie und Gastroenterologie. Besondere Schwerpunkte sind Fettlebererkrankungen, die Leberzirrhose, seltene Lebererkrankungen, das akute und chronische Leberversagen, das Hepatozelluläre Karzinom und das Cholangiokarzinom. Im Bereich der Grundlagenforschung fokussierte er sich bei diesen Krankheitsbildern auf die Rolle der Apoptose und Mechanismen der Fibrogenese. Erkenntnisse aus diesen Studien werden derzeit im Kontext von Altersungsprozessen (Seneszenz) weiter vertieft.

## Tätigkeiten in Gremien und Kommissionen
- Präsident der German Association for the Study of the Liver (GASL) 2022/2023
- Präsident der Gesellschaft für Gastroenterologie in Nordrhein-Westfalen e.V. 2023/2024
- Mitglied der Leitlinienkommission „Lebertransplantation“ der Deutschen Gesellschaft für Gastroenterologie, Verdauungs- und Stoffwechselkrankheiten (DGVS)
- Mitglied der europäischen Leitlinienkommission zu EASL–EASD–EASO Clinical Practice Guidelines for the management of non-alcoholic fatty liver disease
- Koordinator der S2k-Leitlinie Nicht-alkoholische Fettlebererkrankung der DGVS
- Mitglied der wissenschaftlichen Kommission der Einstein Stiftung Berlin [Refx]
- Vorstandsvorsitzender der Alfred-Nissle-Gesellschaft
- Schatzmeister der Deutschen Gesellschaft für Probiotische Medizin (DePROM)